# Esgrima nos Jogos Pan-Americanos de 2011 - Sabre por equipes feminino
A competição do sabre por equipes feminino foi um dos eventos da esgrima nos Jogos Pan-Americanos de 2011, em Guadalajara. Foi disputada no Ginásio de Usos Múltiplos no dia 28 de outubro.

## Calendário
Horário local (UTC-6).
| Data          | Horário | Fase              |
| ------------- | ------- | ----------------- |
| 28 de outubro | 13:20   | Quartas-de-finais |
| 28 de outubro | 14:50   | 5º ao 8º lugar    |
| 28 de outubro | 15:00   | Semifinais        |
| 28 de outubro | 16:30   | 5º lugar          |
| 28 de outubro | 16:30   | Bronze            |
| 28 de outubro | 20:40   | Final             |

## Medalhistas
|  | USA Estados Unidos                                               |  | MEX México                                                       |  | VEN Venezuela                                                    |
|  | Lindsay Campbell Ibtihaj Muhammad Dagmara Wozniak Mariel Zagunis |  | Angelica Aguilar Ursula González Angelica Larios Alejandra Terán |  | Alejandra Benítez María Blanco Patricia Contreras Yulitza Suárez |

## Chave

### Finais
|  | Quartas-de-final | Quartas-de-final   | Quartas-de-final         |            |                          | Semifinais         | Semifinais          | Semifinais               |                     |  | Final | Final              | Final |
|  |                  |                    |                          |            |                          |                    |                     |                          |                     |  |       |                    |       |
|  | 1                | USA Estados Unidos | 45                       |            |                          |                    |                     |                          |                     |  |       |                    |       |
|  | 8                | CUB Cuba           | 36                       |            |                          |                    |                     |                          |                     |  |       |                    |       |
|  | 8                | CUB Cuba           | 36                       |            | 1                        | USA Estados Unidos | 45                  |                          |                     |  |       |                    |       |
|  |                  |                    |                          |            | 1                        | USA Estados Unidos | 45                  |                          |                     |  |       |                    |       |
|  |                  | 5                  | DOM República Dominicana | 12         |                          |                    |                     |                          |                     |  |       |                    |       |
|  | 5                | 5                  | DOM República Dominicana | 12         | DOM República Dominicana | 45                 |                     |                          |                     |  |       |                    |       |
|  | 5                |                    |                          |            | DOM República Dominicana | 45                 |                     |                          |                     |  |       |                    |       |
|  | 4                | ARG Argentina      | 44                       |            |                          |                    |                     |                          |                     |  |       |                    |       |
|  |                  |                    |                          |            |                          |                    |                     |                          |                     |  | 1     | USA Estados Unidos | 45    |
|  |                  |                    | 2                        | MEX México | 29                       |                    |                     |                          |                     |  |       |                    |       |
|  | 3                | VEN Venezuela      | 45                       |            |                          |                    |                     |                          |                     |  |       |                    |       |
|  | 6                | BRA Brasil         | 39                       |            |                          |                    |                     |                          |                     |  |       |                    |       |
|  | 6                | BRA Brasil         | 39                       |            | 3                        | VEN Venezuela      | 41                  |                          |                     |  |       |                    |       |
|  |                  |                    |                          |            | 3                        | VEN Venezuela      | 41                  |                          |                     |  |       |                    |       |
|  |                  | 2                  | MEX México               | 45         |                          |                    | Disputa pelo bronze | Disputa pelo bronze      | Disputa pelo bronze |  |       |                    |       |
|  | 7                | PAN Panamá         | 24                       |            |                          |                    | 5                   | DOM República Dominicana | 44                  |  |       |                    |       |
|  | 2                | MEX México         | 45                       |            |                          |                    |                     |                          |                     |  | 3     | VEN Venezuela      | 45    |

### Classificação 5º – 8º
|  | Classificação | Classificação | Classificação |  |  | 5º lugar | 5º lugar      | 5º lugar |
|  |               |               |               |  |  |          |               |          |
|  | 8             | CUB Cuba      | 45            |  |  |          |               |          |
|  | 4             | ARG Argentina | 28            |  |  |          |               |          |
|  |               |               |               |  |  | 8        | CUB Cuba      | 45       |
|  |               |               |               |  |  | 6        | BRA Brasil    | 29       |
|  | 6             | BRA Brasil    | 45            |  |  |          |               |          |
|  | 7             | PAN Panamá    | 38            |  |  | 7º lugar | 7º lugar      | 7º lugar |
|  |               |               |               |  |  | 4        | ARG Argentina | 45       |
|  |               |               |               |  |  | 7        | PAN Panamá    | 25       |